# Leonard Monheim

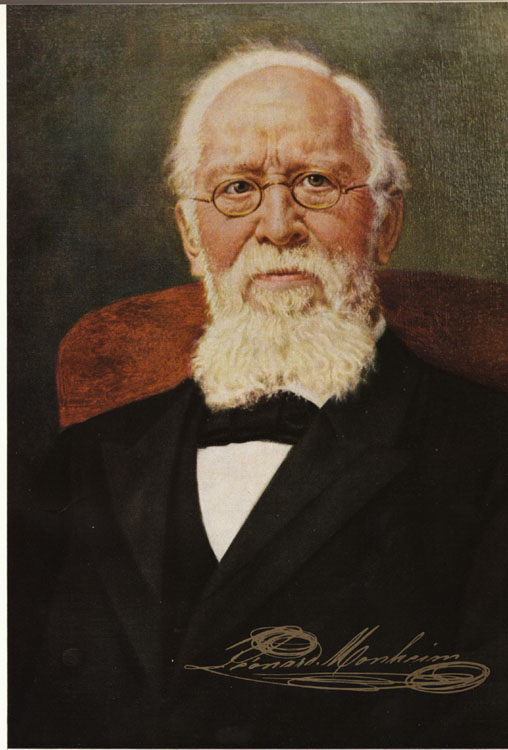
Leonard Monheim, Gemälde von Caspar von Reth

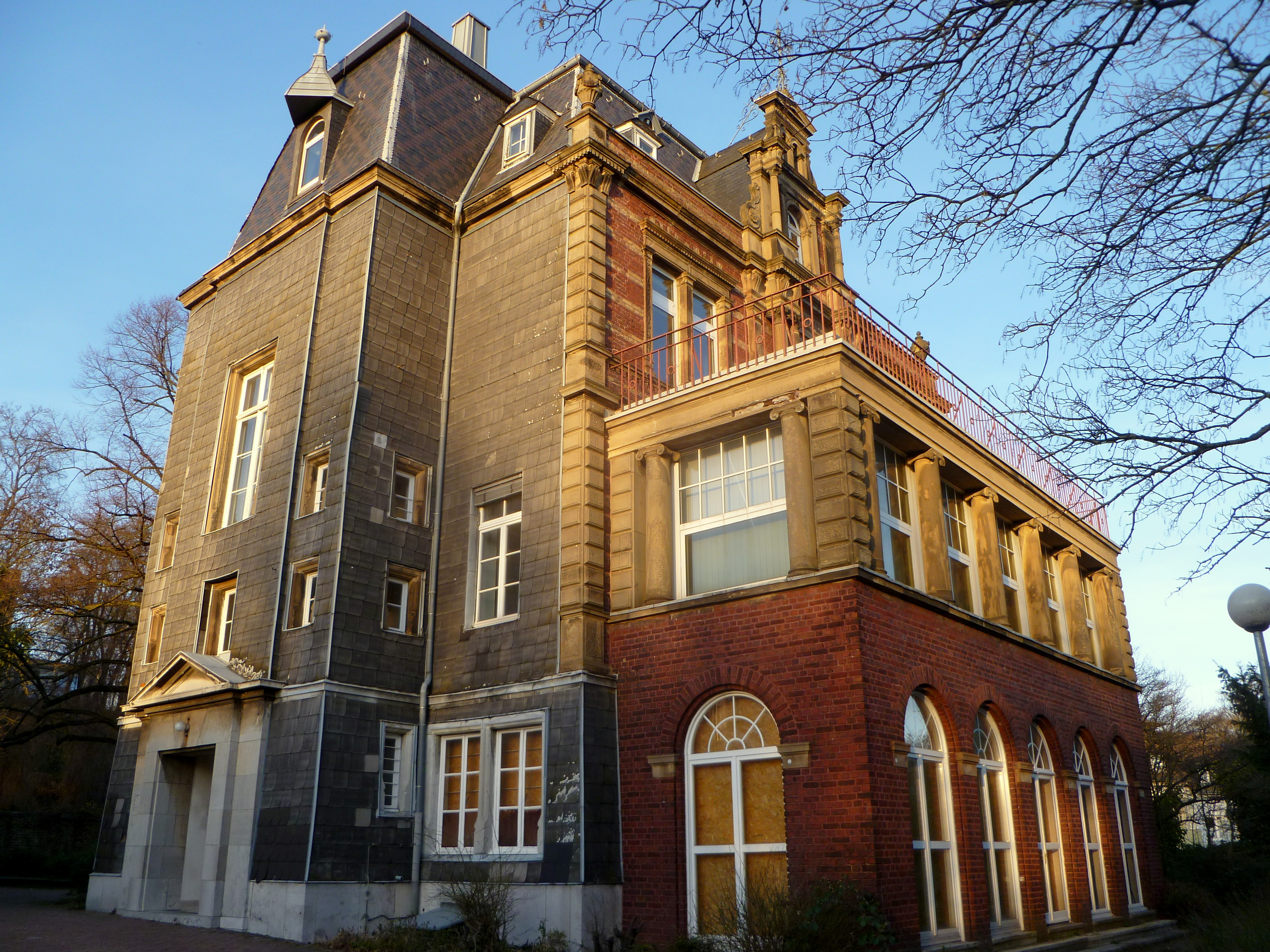
Villa Monheim

Leonard Monheim (* 16. Juni 1830 in Aachen; † 23. Januar 1913 ebenda) war ein deutscher Kaufmann und Unternehmer in der Lebensmittelindustrie, der zu den prägenden Persönlichkeiten der deutschen Schokoladenproduktion im 19. und frühen 20. Jahrhundert gehörte. Er gründete die Leonard Monheim AG, deren Schokolade u. a. unter dem Markennamen Trumpf vertrieben wurde.

## Leben

### Familie und Ausbildung
Leonard Maria Monheim war das neunte und jüngste Kind des Aachener Apothekers Johann Peter Joseph Monheim (1786–1855) und dessen Frau Lucia Dorothe Monheim geb. Emonts (1790–1848). Sein Großvater Andreas Monheim (1750–1804) war 1775 aus Köln zugewandert und wurde 1788 Alleininhaber der Adler-Apotheke am Hühnermarkt.
Leonard wurde, da sein Vater durch seine kaufmännischen und wissenschaftlichen Tätigkeiten stark in Anspruch genommen wurde und die Mutter infolge eines Schlaganfalls gesundheitlich geschwächt war, im Alter von etwa zehn bis zwölf Jahren zu einem Kaplan nach Neuwerk (heute Stadt Mönchengladbach) geschickt, der ihn u. a. in Französisch und Latein unterrichtete. Nach seiner schulischen Ausbildung begann er 1846 im Alter von sechzehn Jahren eine dreijährige Lehre im väterlichen Drogen- und Materialwarengeschäft (dessen Waren teilweise in dem bereits von seinem Großvater aufgebauten Laboratorium hergestellt wurden). Im Anschluss an seine Ausbildung arbeitete er vier Jahre in großen Handelshäusern in Deutschland und Frankreich. Ab 1849 war er Volontär in Mainz bei der Kolonialwarenhandlung Cajetan Josef Giani (dessen Sohn später sein Schwager und Teilhaber wurde), ab 1850 in Lyon bei Bietrise ainé Drogerie, Pharmacie et Épicerie. In Marseille schloss er seine Ausbildung in der Kolonialwarenhandlung Albert Frères ab. Er eignete sich umfassende Sprachkenntnisse an und besuchte die italienischen Städte Rom, Florenz und Venedig.
1853 kehrte er nach Aachen zurück und heiratete am 8. September 1856 Antoinette Merckelbach (* 17. Mai 1835 in Wittem; † 5. Februar 1913 in Aachen). Mit ihr hatte er fünf Kinder, darunter die Söhne Hermann Josef Monheim (1868–1945) und Mathieu Monheim (1878–1940).
Leonard Monheim bewohnte mit seiner Familie das „Haus Marienhöhe“, das er um 1874 von dem Architekten Hermann Joseph Hürth erbauen ließ und das heute als „Villa Monheim“ auf dem Königshügel unter Denkmalschutz steht.

### Kaufmann und Schokoladenproduzent in Aachen
1853 trat Leonard Monheim als Teilhaber in das Drogen-Einzelhandelsgeschäft seines Vaters ein, während sein älterer Bruder Viktor Monheim die Apotheke des Vaters und dessen chemisches Labor weiterführte.
Bei seinem Prinzipal Cajetan Josef Giani in Mainz, der aus Italien stammte, oder auf seiner Rückreise nach Aachen über Italien und die Schweiz hatte Leonard Monheim die Schokoladenproduktion kennen gelernt und entwickelte daraufhin die Idee, den Umsatz der väterlichen Apotheke durch die Herstellung von Schokolade zu steigern. 1857 übernahm er das Geschäft und führte den Vertrieb von Kolonialwaren und Südfrüchten sowie die Herstellung von Schokolade durch einen eigenen Chocolatier ein. Das Jahr 1857 gilt daher als Gründungsjahr der Trumpf Schokolade. Schokolade war damals nicht nur ein teures Genussmittel, sondern wurde auch als Heilmittel verwendet. Am 1. Juli 1866 nahm er seinen späteren Schwager Caspar Giani als Teilhaber in sein „Drogen-Materialwaren-Detailgeschäft“ im Haus Jakobsstraße 8 auf. Als die Nachfrage nach seiner „Gesundheits-Schokolade“ stieg, begann Leonard 1868 mit der maschinellen Herstellung von Schokolade. Bis 1877 kamen weitere Einrichtungen zur „maschinellen Herstellung von Schokolade einschließlich Gewürzmühlerei, Zuckerschneiderei sowie Herstellung von Staubraffinade“ hinzu. 1878 trennte er sich von Caspar Giani. Der Produktionsbetrieb wurde in das Gebäude Jakobsstraße 10 ausgedehnt. 1890 wurde sein ältester Sohn Hermann Josef Teilhaber. 1895 wurde die Schokoladenfabrikation vom Gebäude Jakobstraße 10 in das Haus Antoniusstraße 24/26 verlegt. 1900 zog sich Leonard aus dem Geschäft zurück und übergab die Leitung der Schokoladenherstellung seinem Sohn Hermann Josef. Sein anderer Sohn Mathieu übernahm den Kolonialwarenhandel.
Am 23. Januar 1913 starb Leonard Monheim in Aachen. Er fand seine letzte Ruhestätte auf dem Westfriedhof II in Aachen. Sein unternehmerisches Lebenswerk wurde von seinen Nachfahren weitergeführt. Der Ehemann seiner Urenkelin Irene (1927–2010), der Unternehmer und Kunst-Mäzen Peter Ludwig, baute die Leonard Monheim AG zum führenden deutschen und zeitweise weltweit größten Schokoladen- und Kakaohersteller aus und benannte das Unternehmen später in Ludwig Schokolade um.

### Kirchliches Engagement
In Lyon und Marseille hatte Monheim die Marianische Kongregation kennengelernt. Auf die Bitte des Jesuitenpaters Eck beteiligte sich Monheim maßgeblich an der Gründung der Aachener Kongregation „Maria Immaculata“ am 9. Oktober 1855. 1862 und 1879 war Monheim Mitglied im Ausschuss für den Katholikentag, der sich in diesen beiden Jahren jeweils in Aachen versammelte. Zudem war er seit 1848 Mitglied der Aachener Vinzenzgemeinschaft „Konferenz St. Paul“, von 1889 bis 1910 deren Vorsitzender und ab 1910 Ehrenvorsitzender.